# تامی برنز
تامی بِرنز (انگلیسی: Tommy Burns؛ ۱۷ ژوئن ۱۸۸۱ – ۱۰ مهٔ ۱۹۵۵) بوکسور اهل کانادا بود. او تنها بوکسورِ زادهٔ کاناداست که قهرمان سنگین‌وزن جهان شده و نخستین بوکسوری است که برای دفاع از عنوان قهرمانی به سراسر دنیا سفر کرد. تامی برنز در دوره‌ای که بسیاری از بوکسورها به‌خاطر قوانین تبعیض نژادی و قومی از مبارزه با سیاهان و یهودیان امتناع می‌کردند، با بسیاری از آنان مبارزه کرد.
او پس از شکست تحقیرآمیز و ازدست‌دادنِ قهرمانی سنگین‌وزن مقابل جک جانسون در مبارزهٔ مشهوری که سال ۱۹۰۸ در سیدنی برگزار شد، به‌تدریج به حاشیه رفت و از ورزش قهرمانی کناره گرفت.